# Heterosentis septacanthus
Heterosentis septacanthus är en hakmaskart som först beskrevs av Sita 1969.  Heterosentis septacanthus ingår i släktet Heterosentis och familjen Arhythmacanthidae. Inga underarter finns listade i Catalogue of Life.